# Úhřetická Lhota
Úhřetická Lhota – wieś i gmina w Czechach, w powiecie Pardubice, w kraju pardubickim. 1 stycznia 2014 liczyła 241 mieszkańców.